# Escut de Xile
|  | Aquest article tracta de l'escut heràldic xilè. Pel que fa a l'antiga moneda, vegeu Escut xilè. |

L'escut de Xile fou adoptat el 26 de juny de 1834 segons un disseny del pintor anglès Charles Wood Taylor. Es tracta d'un escut truncat, d'atzur i de gules, amb una estrella de cinc puntes d'argent ressaltant sobre la partició (aquests esmalts es corresponen amb els tres colors de la bandera estatal).
Com a suports, un huemul meridional o huemul a la destra i un còndor a la sinistra, animals emblemàtics dels Andes xilens; tots dos porten una corona naval d'or, símbol dels actes heroics de la Marina xilena a l'oceà Pacífic.
L'escut va timbrat amb un borlet amb els colors nacionals del qual surten tres plomes, cadascuna de les quals d'un d'aquests colors: atzur, argent i gules. El plomall era un símbol de distinció que els primers presidents de la República solien dur al barret.
Els suports descansen sobre una filigrana elaborada damunt la qual destaca una cinta d'argent amb el lema nacional en espanyol: POR LA RAZÓN O LA FUERZA ('Per la raó o la força').
Tot i que aquest escut està vigent des d'antic, abans n'hi havia hagut diverses variants.

## El primer escut xilè

Primer escut (1812-1817)

El primer escut de Xile fou adoptat durant la presidència de José Miguel Carrera, el 1812. Al centre hi figurava una columna de marbre damunt un pedestal representativa de l'Arbre de la Llibertat, somada d'un globus terraqüi, el qual estava sobremuntat d'una llança i una palma passades en sautor i, al damunt, una estrella de cinc puntes. A banda i banda de la columna, les figures d'un home i una dona indígenes drets, ell amb una llança i un garrot, ella amb un arc.
Tot plegat emmarcat per dues inscripcions en llatí: al capdamunt, POST TENEBRAS LUX ('Després de les tenebres, la llum') i, a la base, AUT CONSILIO AUT ENSE ('Pel consell o per l'espasa').
El 1817 van aparèixer dos nous escuts, variants del precedent, però no van durar gaire.

## L'escut de transició

Segon escut (1819)

El 23 de setembre de 1819, el Senat va aprovar un nou escut d'armes durant la presidència de Bernardo O'Higgins. Es tractava d'un camper ovalat d'atzur que recuperava l'antiga columna amb el globus terraqüi, símbol del Nou Món, sobremuntada d'una cinta d'argent amb la paraula LIBERTAD ('Llibertat'). Al damunt, una estrella de cinc puntes d'argent en representació de la província de Santiago i, també al cap, a banda i banda del globus, dues estrelles més que representaven la Província de Concepción i Coquimbo.
L'òval era voltat per dos rams de llorer lligats per sota amb una cinta tricolor i, acoblades darrere l'escut, les armes representatives de la cavalleria, la infanteria, els dragons, l'artilleria i els bombarders.
Per completar-lo, l'escut era sostingut dalt del cap per un indígena assegut damunt un caiman i amb un peu damunt un corn de l'abundància. El caiman tenia entre les mandíbules el lleó de l'escut d'Espanya, que li havia caigut la corona a terra i aguantava la bandera espanyola amb les potes del davant.